# Segretario di Stato per il Dipartimento del Sud
Il Segretario di Stato per il Dipartimento del Sud (in inglese: Secretary of State for the Southern Department) fu una posizione del Gabinetto del Regno di Gran Bretagna sino al 1782.
Prima del 1782 le competenze dei due Segretari di Stato britannici erano ripartite non in base alla materia, come avviene nei ministeri attuali, ma su base geografica. Il Segretario di Stato per il Dipartimento del Sud, che aveva una posizione di preminenza, era responsabile dell'Inghilterra meridionale, del Galles e dell'Irlanda oltre che delle colonie americane (sino al 1768, quando fu creato il Segretario di Stato per le Colonie) e delle relazioni con gli stati europei di religione cattolica e musulmana. Il Segretario di Stato per il Dipartimento del Nord invece si occupava dell'Inghilterra settentrionale, della Scozia e delle relazioni coi paesi protestanti d'Europa.
Con la riforma del 1782 il Segretario di Stato per il Dipartimento del Sud divenne Segretario di Stato per gli Affari Interni, mentre il Segretario di Stato per il Dipartimento del Nord divenne Segretario di Stato per gli Affari Esteri.

## Segretari di Stato per il Dipartimento del Sud, 1660-1782
- Sir Edward Nicholas: 1º giugno 1660 - 20 ottobre 1662
- Henry Bennet, I conte di Arlington: 20 ottobre 1662 - 11 settembre 1674
- Henry Coventry: 11 settembre 1674 - 26 aprile 1680
- Robert Spencer, II conte di Sunderland: 26 aprile 1680 - 2 febbraio 1681
- Sir Leoline Jenkins: 2 febbraio 1681 - 14 aprile 1684
- Robert Spencer, II conte di Sunderland: 14 aprile 1684 - 28 ottobre 1688
- Charles Middleton, II conte di Middleton: 28 ottobre - 2 dicembre 1688
- Charles Talbot, XII conte di Shrewsbury: 14 febbraio 1689 - 2 giugno 1690
- Daniel Finch, II conte di Nottingham: 2 giugno 1690 - novembre 1693
- Sir John Trenchard: novembre 1693 - 27 aprile 1695
- Charles Talbot, duca di Shrewsbury: 27 aprile 1695 - 12 dicembre 1698
- James Vernon: 12 dicembre 1698 - 14 maggio 1699
- Edward Villiers, I conte di Jersey: 14 maggio 1699 - 27 giugno 1700
- James Vernon: 27 giugno 1700 - 4 gennaio 1702
- Charles Montagu, IV conte di Manchester 4 gennaio - 1º maggio 1702
- Daniel Finch, II conte di Nottingham: 2 maggio 1702 - 22 aprile 1704
- Sir Charles Hedges: 18 maggio 1704 - 3 dicembre 1706
- Charles Spencer, III conte di Sunderland: 3 dicembre 1706 - 13 giugno 1710
- William Legge, I conte di Dartmouth: 15 giugno 1710 - 6 agosto 1713
- Henry St John, I visconte Bolingbroke: 17 agosto 1713 - 31 agosto 1714
- James Stanhope: 27 settembre 1714 - 22 giugno 1716
- Paul Methuen: 22 giugno 1716 - 10 aprile 1717
- Joseph Addison: 12 aprile 1717 - 14 marzo 1718
- James Craggs il Giovane: 16 marzo 1718 - 16 febbraio 1721
- John Carteret, III Lord Carteret: 4 marzo 1721 - 31 marzo 1724
- Thomas Pelham-Holles, I duca di Newcastle: 6 aprile 1724 - 12 febbraio 1748
- John Russell, IV duca di Bedford: 12 febbraio 1748 - 13 giugno 1751
- Robert Darcy, IV conte di Holdernesse: 18 giugno 1751 - 23 marzo 1754
- Sir Thomas Robinson: 23 marzo 1754 - ottobre 1755
- Henry Fox: 14 novembre 1755 - 13 novembre 1756
- William Pitt il Vecchio: 4 dicembre 1756 - 6 aprile 1757
- Robert Darcy, IV conte di Holdernesse: 6 aprile - 27 giugno 1757
- William Pitt il Vecchio: 27 giugno 1757 - 5 ottobre 1761
- Charles Wyndham, II conte di Egremont: 9 ottobre 1761 - 21 agosto 1763
- George Montague-Dunk, II conte di Halifax: 9 settembre 1763 - 10 luglio 1765
- Henry Seymour Conway: 12 luglio 1765 - 23 maggio 1766
- Charles Lennox, III duca di Richmond e Lennox: 23 maggio - 29 luglio 1766
- William Petty, II conte di Shelburne: 30 luglio 1766 - 20 ottobre 1768
- Thomas Thynne, III visconte Weymouth: 21 ottobre 1768 - 12 dicembre 1770
- William Henry Nassau de Zuylestein, IV conte di Rochford: 19 dicembre 1770 - 9 novembre 1775
- Thomas Thynne, III visconte Weymouth: 9 novembre 1775 - 24 novembre 1779
- Wills Hill, I conte di Hillsborough: 24 novembre 1779 - 27 marzo 1782